# Marcus Bluhm

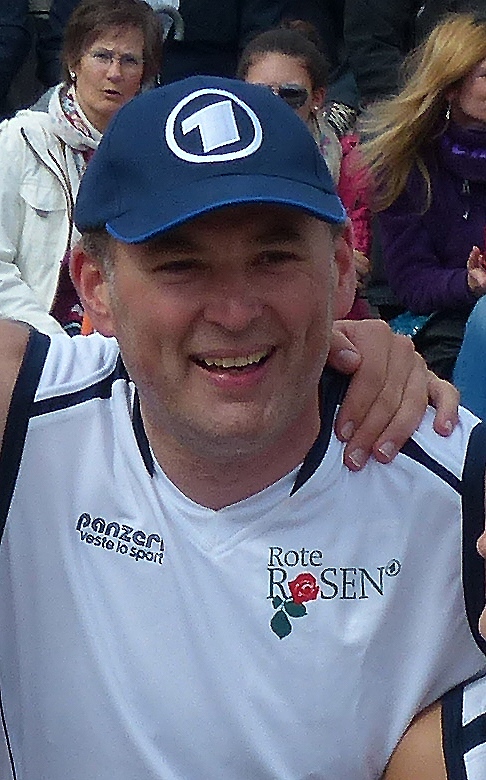
Marcus Bluhm, Beachvolleyball-Starcup 2014

Marcus Bluhm (* 1966 in Flensburg) ist ein deutscher Theater- und Filmschauspieler.

## Leben
Marcus Bluhm absolvierte sein Schauspielstudium an der Hochschule für Hochschule für Musik und Theater Hamburg.
1988 engagierte Hans Neuenfels ihn an die Freie Volksbühne Berlin. Es folgte ein Engagement am Schauspielhaus Hamburg, wo er u. a. als Romeo in Shakespeares Romeo und Julia zu erleben war (Regie: Michael Bogdanov, 1991). Im gleichen Jahr erhielt er den Boy-Gobert-Preis als Nachwuchsschauspieler.
1992 spielte er unter der Regie von Hans Neuenfels am Burgtheater Wien den Grafen von Strahl in Kleists Das Kätchen von Heilbronn und wurde anschließend von Claus Peymann für die verbleibenden sieben Jahre seiner Intendanz fest ans Burgtheater engagiert. Neben Neuenfels und Peymann arbeitete er mit Regisseuren wie Peter Zadek, Dieter Giesing, Matthias Hartmann, Robert Wilson und Ruth Berghaus.
Seit 1999 ist Marcus Bluhm als freischaffender Schauspieler tätig und spielte seitdem u. a. am Schauspielhaus Zürich, am Burgtheater Wien, am Düsseldorfer Schauspielhaus, am Residenztheater München, am Hamburger St. Pauli Theater, am Tanztheater Pina Bausch und an den Hamburger Kammerspielen.
Man konnte ihn in der Titelrolle in Mephisto nach Klaus Mann am Altonaer Theater, als Prinz Albert/George VI. in The King's Speech (Rolf-Mares-Preis), am St. Pauli Theater in Hamburg (beide Inszenierungen von Michael Bogdanov) sowie u. a. in Kabale und Liebe, Don Carlos und Der nackte Wahnsinn auf der Bühne des Salzburger Landestheaters erleben. Im Wiener Theater in der Josefstadt war er bisher in Der Gott des Gemetzels, Professor Bernhardi, Der einsame Weg und Die Reise der Verlorenen zu sehen. In den Kammerspielen der Josefstadt war er in Die Kehrseite der Medaille, Eine Frau - Mary Page Marlowe, Der Vorname und Der Sohn zu sehen.
Neben seiner Theatertätigkeit steht Marcus Bluhm seit Anfang der 1990er Jahre zudem regelmäßig für Film und Fernsehen vor der Kamera. 2001 übernahm er eine feste Rolle in der ZDF-Fernsehserie Samt und Seide. Außerdem spielte er in den Serien Die Albertis, SOKO Kitzbühel, Tatort und Rote Rosen sowie in vielen TV-Filmen.

## Filmografie (Auswahl)
- 1988: Tatort – Programmiert auf Mord
- 1990: Das blinde Ohr der Oper
- 1996: Die Angst vor der Idylle
- 1998: Wie eine schwarze Möwe
- 1998: Die Verbrechen des Professor Capellari – Still ruht der See
- 1999: Ein starkes Team – Braunauge
- 2000: Polizeiruf 110 – Totenstille
- 2001: Die Verbrechen des Professor Capellari – Falsche Freunde
- 2003: Das verräterische Collier
- 2003: Der Fürst und das Mädchen
- 2004–2005: Die Albertis
- 2006: Ein Fall für zwei
- 2010, 2021: SOKO Donau – Mörderische Sehnsucht, Zivilcourage
- 2013–2014, 2022–2023: Rote Rosen
- 2016: In aller Freundschaft – Die jungen Ärzte – Größe
- 2016: Zeit für Legenden (Race)

## Hörspiele
- 1991: Adolf Schröder: Berger und Levin Regie: Bernd Lau (NDR)

## Auszeichnungen
- 1991: Boy-Gobert-Preis[1]
- 2013: Rolf-Mares-Preis in der Kategorie Herausragende Leistung Darsteller/Sänger/Tänzer für die Darstellung des Georg VI. in The King's Speech im St. Pauli Theater[2]

## Privates
Marcus Bluhm ist mit Theresa Hübchen verheiratet.